# Acapulco Shore (temporada 3)
La tercera temporada de Acapulco Shore, un programa de televisión mexicano con sede en Acapulco, transmitido por MTV Latinoamérica. Empezó a transmitirse el 17 de mayo de 2016 y culminó el 11 de agosto  luego de 14 capítulos. Esta fue la primera temporada en incluir a las miembros de reparto Danik Michell, Nicole Olin y Tania Gattas, y la última de estas dos como miembros principales.
Brenda Zambrano hizo una aparición durante una cápsula en el primer episodio explicando los motivos de su salida, mientras que Talía Loaiza apareció junto al elenco en el duodécimo episodio. Esta fue la última temporada en presentar al miembro original del reparto Fernando Lozada, hasta su regreso en la quinta temporada.

## Reparto
A continuación los miembros de reparto y su descripción:
- Danik Michell - Soy difícil pero no imposible.
- Fernando Lozada - Los mamados también tenemos corazón.
- Luis "Potro" Caballero - No se que harían sin mi.
- Luis "Jawy" Méndez - Soy chichiflico y culo dependiente.
- Karime Pindter - No necesariamente una se tiene que casar.
- Manelyk "Mane" González - Ay que cocha tan chabocha.
- Manuel Tadeo Fernández - Estoy casado, pero no castrado.
- Nicole "Nikki" Olin - Soy casi virgen.
- Tania Gattas - Estas nalgas se defienden solas.

### Duración del Reparto
| Nombre   | Temporada 3 | Temporada 3 | Temporada 3 | Temporada 3 | Temporada 3 | Temporada 3 | Temporada 3 | Temporada 3 | Temporada 3 | Temporada 3 | Temporada 3 | Temporada 3 |
| Nombre   | 1           | 2           | 3           | 4           | 5           | 6           | 7           | 8           | 9           | 10          | 11          | 12          |
| Danik    |             |             |             |             |             |             |             |             |             |             |             |             |
| Fernando |             |             |             |             |             |             |             |             |             |             |             |             |
| Jawy     |             |             |             |             |             |             |             |             |             |             |             |             |
| Karime   |             |             |             |             |             |             |             |             |             |             |             |             |
| Mane     |             |             |             |             |             |             |             |             |             |             |             |             |
| Nikki    |             |             |             |             |             |             |             |             |             |             |             |             |
| Potro    |             |             |             |             |             |             |             |             |             |             |             |             |
| Tadeo    |             |             |             |             |             |             |             |             |             |             |             |             |
| Tania    |             |             |             |             |             |             |             |             |             |             |             |             |
| -------- | ----------- | ----------- | ----------- | ----------- | ----------- | ----------- | ----------- | ----------- | ----------- | ----------- | ----------- | ----------- |

Notas
| = "Miembro del reparto" ingresa al reality. = "Miembro del reparto" abandona el reality. = "Miembro del reparto" aparece en este episodio. | = "Miembro del reparto" abandona la casa y vuelve en el mismo episodio. = "Miembro del reparto" no es miembro del reparto en este episodio. |

## Episodios
| N.º (total) | N.º (temp.) | Título                        | Estreno en Latinoamérica                                  |
| ----------- | ----------- | ----------------------------- | --------------------------------------------------------- |
| 26          | 1           | «En la Cima del Mundo»        | 17 de mayo de 2016 (TV) 19 de mayo de 2016 (MTV Play)     |
| 27          | 2           | «La Cruda Moral»              | 24 de mayo de 2016 (TV) 22 de mayo de 2016 (MTV Play)     |
| 28          | 3           | «Danelik»                     | 31 de mayo de 2016 (TV) 29 de mayo de 2016 (MTV Play)     |
| 29          | 4           | «Modo desmadre: On»           | 7 de junio de 2016 (TV) 5 de junio de 2016 (MTV Play)     |
| 30          | 5           | «F de Furioso»                | 14 de junio de 2016 (TV) 12 de junio de 2016 (MTV Play)   |
| 31          | 6           | «El Joven Manos de Tijeras»   | 21 de junio de 2016 (TV) 19 de junio de 2016 (MTV Play)   |
| 32          | 7           | «La Riviera de los Celos»     | 28 de junio de 2016 (TV) 26 de junio de 2016 (MTV Play)   |
| 33          | 8           | «Los Reyes de la Peda»        | 5 de julio de 2016 (TV) 3 de julio de 2016 (MTV Play)     |
| 34          | 9           | «La Fulana esa»               | 12 de julio de 2016 (TV) 10 de julio de 2016 (MTV Play)   |
| 35          | 10          | «La Casa de Úrsulo»           | 19 de julio de 2016 (TV) 17 de julio de 2016 (MTV Play)   |
| 36          | 11          | «Hasta cierto punto»          | 26 de julio de 2016 (TV) 24 de julio de 2016 (MTV Play)   |
| 37          | 12          | «Una familia Muy Normal»      | 2 de agosto de 2016 (TV) 31 de julio de 2016 (MTV Play)   |
| 38          | 13          | «Uy pero que bueno - Parte 1» | 9 de agosto de 2016 (TV) 7 de agosto de 2016 (MTV Play)   |
| 39          | 14          | «Uy pero que bueno - Parte 2» | 16 de agosto de 2016 (TV) 14 de agosto de 2016 (MTV Play) |